# Bjurholms kyrka
Bjurholms kyrka tillhör Bjurholms församling i Luleå stift och ligger i centralorten Bjurholm.

## Kyrkobyggnaden
Bjurholms kyrka är den tredje i Bjurholm på samma plats. Den första av dem byggdes 1809 men ersattes 1875 av en större kyrka. Sedan den brunnit ned 1932 byggdes den nuvarande 1935 efter ritningar av Kjell Wretling som även restaurerade kyrkan 1966.
Kyrkan är en träkyrka med ett rektangulär plan med smalare vapenhus och kor. Den har ett kyrktorn i väster försett med en lanternin och ett sadeltak med lertegel. Fasaderna är klädda med vitmålad, stående träpanel och fönstren är rundbågade.
Kyrkorummet är indelat i tre skepp där mittskeppet och koret har tunnvalv. En rundbåge skiljer kor från långhus. Innerväggarna är klädda med vitmålad väv. Golvet är belagt med parkett och har fast bänkinredning.

## Inventarier
- Altarskåp från 1935 av Hildur Haggård. Korväggens krucifix i förgylld brons från 1968 är utfört av David Wretling.
- Predikstolen från 1935 är ritad av Kjell Wretling, tillverkad av Nils Olof Wännman och är utsmyckad med fyra statyetter av David Wretling.
- Kyrkorgeln har 30 stämmor och är byggd 1967 av Grönlunds Orgelbyggeri i Gammelstad.